# Fox Lake West 3
Fox Lake West 3 est une réserve indienne de la Nation crie de Fox Lake au Manitoba au Canada.

## Géographie
Fox Lake West 3 est située au Manitoba. La réserve couvre une superficie de 1 138 hectares.

### Source en ligne
- Détails de la réserve par Affaires autochtones et Développement du Nord Canada